# Ночной Гаспар
«Ночной Гаспар» (фр. Gaspard de la nuit, традиционный перевод «Ночные видения»), подзаголовок «Три поэмы для фортепиано по А. Бертрану» — фортепианная сюита Мориса Равеля, написанная в 1908 году как музыкальные иллюстрации к стихотворениям в прозе Алоизия Бертрана из его сборника «Гаспар из Тьмы». Тексты Бертрана рисуют ирреальный мир ночных сновидений, населённый странными существами.

## Сборник Бертрана
История сборника Бертрана представляет собой романтическую мистификацию. В предисловии к сборнику поэт рассказывает, как однажды в Дижоне столкнулся со странным взъерошенным стариком Гаспаром де ла Нюи, который поведал ему, что всю жизнь искал смысла в искусстве, терзаясь вопросом, кто стоит за творческим дарованием, Бог или дьявол, и т. п. Неожиданно старик сунул Бертрану свою рукопись «Фантазии в манере Рембрандта и Калло» (фр. Fantaisies à la manière de Rembrandt et de Callot) и поспешно удалился «писать завещание». Больше его не видели. В современной науке имя таинственного старика Gaspard de la Nuit символически интерпретируется как «хранитель сокровищ царства тьмы», а название сборника Бертрана в русском переводе передаётся как «Гаспар из тьмы».
Поэтический сборник Бертрана был окончен в 1836 году, впервые опубликован в 1842 году. Равель пользовался позднейшим изданием, в которое вошли отсутствующие в оригинальной рукописи Бертрана стихотворения Le Gibet и Scarbo.

## Сюита Равеля
- В пьесе «Ундина» (фр. Ondine) среди журчания, плесков и переливов звучит лирическая мелодия, придающая изображению водной стихии теплоту и очеловеченность, развивающаяся от нежных интонаций в начале к страстным в кульминации.

- В пьесе «Виселица» (фр. Le Gibet) пустые, безжизненно раскачивающиеся аккорды — тело повешенного — проходят на фоне многократных повторов одной ноты, передающих отдалённые удары колокола.
- «Скарбо́» (фр. Scarbo) — маленький гоблин (вроде русского барабашки), тень в лунном свете, беспокойный, стучащий, скребущийся, смеющийся в ночи, не дающий уснуть, появляющийся на краю поля зрения и исчезающий непонятно куда.

Музыка «Ночного Гаспара» требует от исполнителя большой виртуозности. «Скарбо» относится к технически наиболее трудным произведениям мирового фортепианного репертуара — Равель говорил, что специально хотел сочинить пьесу ещё более трудную, чем «Исламей» М. А. Балакирева.
Впервые сюита была исполнена Рикардо Виньесом 9 января 1909 года в Париже.
Авторская рукопись «Ночного Гаспара» хранится в библиотеке Техасского университета (США).

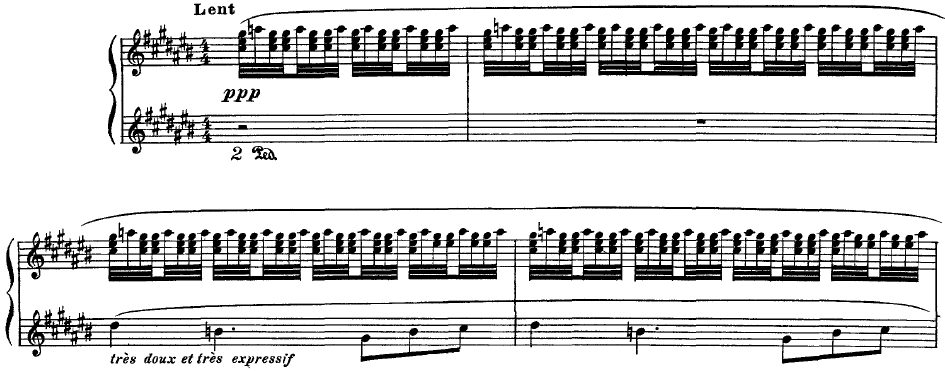
«Ундина», начало
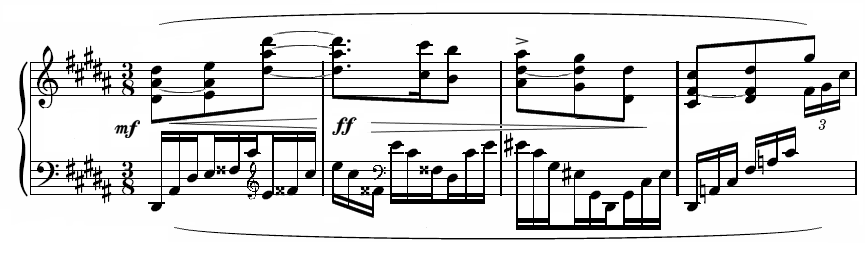
«Скарбо», такты 110-113

## Оркестровка
Мариус Констан создал в 1988 году оркестровую версию произведения.

## Дискография
Пьесы из сюиты «Ночной Гаспар» (в оригинале и в оркестровом переложении) относятся к числу наиболее часто исполняемых сочинений Равеля. Полностью сюиту записывали пианисты Марта Аргерих (1974), Владимир Ашкенази (1982), Борис Березовский (1994), Вальтер Гизекинг (1954), Робер Казадезюс (1951), Иво Погорелич (1982), Александр Таро (2003), Валентина Лисица (2022), Самсон Франсуа (1967) и многие другие. Выпущены также концертные записи Клаудио Аррау (1963), А. Б. Микеланджели (1959, 1960, 1987) и др.